# Временное обозначение астероида
При открытии нового астероида он получает временное обозначение, представляющее собой специальный буквенно-цифровой код, в котором зашифрованы год и месяц открытия. Спустя какое-то время, после завершения всех необходимых проверок и вычисления орбиты астероида, ему присваивают официальный серийный номер, под которым он заносится в каталог. После этого ему при необходимости может быть присвоено собственное имя.

## Открытие и присуждение обозначения
Всё начинается с открытия малой планеты, которая обнаруживает своё движение на фоне удалённых звёзд, обычно для этого необходимо несколько наблюдений, желательно не менее чем за две ночи. Такие наблюдения оперативно передаются в Центр малых планет, который сразу же рассылает информацию о возможном открытии другим наблюдателям, и присваивает данному объекту предварительное временное обозначение. Одновременно, начинаются попытки идентифицировать наблюдаемый объект со всеми, когда-либо наблюдавшимися ранее, но не имеющими точных данных об элементах орбиты. Если заявленный астероид действительно ни с чем не идентифицируется, и для него набирается достаточное количество наблюдений, чтобы определить орбиту и иметь шанс обнаружить его в будущем, то это временное обозначение закрепляется за ним до ближайшего противостояния. И если астероид наблюдается вновь, то появляется возможность уточнить данные об элементах его орбиты и присвоить ему постоянный порядковый номер. Наряду с присвоением порядкового номера, начинается и процедура выбора имени. Причём привилегии в предложении собственного имени для нового объекта отдаются его первооткрывателю, который должен подготовить небольшое обоснование своего выбора.

## Структура временного обозначения
Сегодня каждый новый обнаруженный объект получает предварительное обозначение, начинающееся с года открытия. Далее следует буквенный код из двух букв латинского алфавита, за исключением буквы «I», чтобы избежать путаницы, поскольку эта буква одновременно похожа на букву «J» и на единицу 1. Первая буква кода уточняет в какой половине месяце было сделано открытие, а поскольку месяцев двенадцать, то используются 24 буквы, исключая букву «Z», которой просто нечего обозначать, поэтому буквы в обозначениях оканчиваются на предпоследней букве «Y». А вторая буква определяет простой порядковый номер открытия в заданном временном интервале. Причём к первой половине месяца относятся числа строго с 1 по 15 включительно, независимо от того сколько дней во второй половине. В данном случае буква «I» вновь пропускается, но зато «Z» теперь теперь уже используется, что даёт возможность обозначить 25 малых планет от А до Z за одну половину месяца.
| Значение второй буквы |   |   |   |   |   |   |   |   |    |    |    |    |    |    |    |    |    |    |    |    |    |    |    |    |
| A                     | B | C | D | E | F | G | H | J | K  | L  | M  | N  | O  | P  | Q  | R  | S  | T  | U  | V  | W  | X  | Y  | Z  |
| 1                     | 2 | 3 | 4 | 5 | 6 | 7 | 8 | 9 | 10 | 11 | 12 | 13 | 14 | 15 | 16 | 17 | 18 | 19 | 20 | 21 | 22 | 23 | 24 | 25 |

Если же в этой половине месяца было открыто более 25 астероидов, то к обозначению прибавляют специальный индекс, который показывает сколько раз была использована данная последовательность букв, таким образом число открытий в этой половине месяце определяется умножением индекса на 25 (число используемых букв) плюс номер самой буквы в данной последовательности. Например, если во второй половине марта 2011 года было открыто 25 астероидов, — они получают временные обозначения 2011 FA, 2011 FB, … 2011 FY, 2011 FZ; то очередные астероиды открытые в этом году в данной половине месяца (с 26 по 50) должны будут получить обозначения 2011 FA1, 2011 FB1 … 2011 FZ1; следующие 25 получат обозначения 2011 FA2, … 2011 FZ2 и так далее.
| Значение индекса |    |    |     |     |     |     |     |     |     |     |     |     |     |     |     |     |     |     |     |     |     |     |     |     |     |     |   |        |
| 1                | 2  | 3  | 4   | 5   | 6   | 7   | 8   | 9   | 10  | 11  | 12  | 13  | 14  | 15  | 16  | 17  | 18  | 19  | 20  | 21  | 22  | 23  | 24  | 25  | 26  | 27  | … | n      |
| 25               | 50 | 75 | 100 | 125 | 150 | 175 | 200 | 225 | 250 | 275 | 300 | 325 | 350 | 375 | 400 | 425 | 450 | 475 | 500 | 525 | 550 | 575 | 600 | 625 | 650 | 675 | … | 25 * n |

Часто не удаётся сразу идентифицировать обнаруженный астероид с ранее открытым и его регистрируют под собственным обозначением. В результате у некоторых астероидов может быть сразу несколько временных обозначений. Так у астероида (1732) Хайке их целых тринадцать: 1943 EY; 1934 LC; 1935 TD; 1938 FC; 1938 GB; 1950 NR1; 1951 WW; 1960 ME; 1961 TU1; 1966 QJ; 1971 QY1; A906 FA; A924 PB.

### Пример 1
Самый простой случай: 1990 YL — астероид был открыт в 1990 году во второй половине декабря (Y), причём это был одиннадцатый (L) астероид, открытый во второй половине данного месяца.

### Пример 2
Более сложный случай: 1974 FV1 — год открытия 1974, вторая половина марта (F), причём это был сорок шестой астероид (V), открытый в второй половине данного месяца. Об этом говорит наличие индекса 1, который показывает, что принятая последовательность из 25 букв была использована один раз, а буква V указывает, что к 25 нужно прибавить ещё 21 — получается 46.

### Пример 3
В последнее время количество открытых астероидов резко возросло, так что за один месяц порой открывают очень много астероидов. В результате появились астероиды с трёхзначными индексами, как например, 2002 TU206. Здесь год открытия 2002, сам астероид был открыт в первой половине октября, и это был 5170 астероид открытый в первой половине данного месяца 206*25+20, где 206 — индекс, 25 — число используемых букв, а 20 — порядковый номер буквы U в используемой последовательности.

## Заключительная нумерация
После признания вновь открытого астероида и вычисления его орбиты, ему присваивается порядковый номер под которым он заносится в каталог, причём нумерация далеко не всегда происходит в порядке открытия астероида, или, в более частном случае, ещё собственное имя.
Первым астероидам традиционно давались имена персонажей из греческой и римской мифологии, но поскольку количество открытых астероидов быстро возрастало, то названий очень скоро стало не хватать и от таких наименований пришлось отказаться. Поэтому для именования астероидов стали использовать сначала женские имена, а потом фамилии различных людей с высокой и прочной международной репутацией, но не ранее, чем через 3 года после их смерти. Но при этом имена астероидов не продаются, право выбора и утверждения имён остаётся за соответствующей рабочей группой МАС.
В целом правила именования довольно гибкие, главным ограничением является количество символов в названии, которое не должно превышать 18.
- следует избегать сложных существительных
- название должно быть легко произносимым на большинстве языков
- оно не должно быть оскорбительным для какого-либо человека или нации
- имя не должно быть уже использовано для обозначения других космических тел
- не должны использоваться имена политиков или военных, если они не умерли более полувека назад
- не рекомендуется называть астероиды в честь своих домашних животных.

Предложение о присвоении названия астероиду должно сопровождаться пояснительной запиской, в которой указывалось бы происхождение названия, в честь кого или чего астероид получил своё имя.
Также в зависимости от того, к какой группе принадлежит данный астероид, на возможные для него имена могут накладываться определённые ограничения. Так для троянских астероидов Юпитера оно заключается в том, что эти астероиды можно называть только в честь героев Троянской войны. Причём астероиды делятся на две группы: «греков» и «троянцев», и в зависимости от того, к какой из них принадлежит астероид, он получает имя либо греческих участников войны, либо жителей Трои, оборонявших город.
Название становится официальным после того, как оно было опубликовано и записано в каталог астероидов.

## Другие обозначения
Существуют ещё несколько способов обозначения астероидов, которые получили большее или меньшее распространение среди астрономов. Один из них был введён ещё в 1925 году и использовался для обозначения некоторого числа астероидов, обнаруженных до этой даты. В нём в обозначении года вместо тысячи ставится буква A. Например, астероид A904 OA, который является двадцать шестым астероидом, открытым во второй половине июля 1904 года.
В период с 1960 по 1977 годы проводилось четыре крупномасштабных исследования по поиску астероидов, и те из них, которые были открыты в результате проведения этих исследований получили свою собственную систему обозначений, состоящую из порядкового номера и идентификатора — сокращённого названия исследования, в результате которого астероид был открыт. Примером могут служить астероиды 2780 P-L, 3138 T-1, 1010 T-2 и 2400 T-3.

## Развитие системы обозначений
Первые четыре астероида были открыты в начале XIX века, после чего новые астероиды долгое время обнаружить не удавалось. Поэтому у тогдашних астрономов не было практически никаких оснований полагать, что кроме них между орбитами Марса и Юпитера существует ещё несколько сотен тысяч астероидов меньшего размера, поэтому этим телам наряду с Луной, Землёй и другими планетами по традиции стали присваивать специальные символы, которые имелись у всех крупных планет Солнечной системы. Например, Церера получила стилизованный символ серпа , (2) Паллада — ромб с перечёркнутой ручкой , (3) Юнона — перечёркнутая ручка увенчанная звёздочкой  и (4) Веста — священный алтарь огня .
Вскоре однако стало очевидным, что продолжать присваивать символы астероидам совершенно непрактично и только усложняет классификацию этих объектов, — к тому времени количество открытых астероидов перевалило за несколько десятков. И в 1851 году немецким астрономом Иоганном Энке была предложена новая система обозначений, согласно которой вместо символов астероидам присваивался порядковый номер их открытия, заключённый в круглые скобки. Но сам Иоганн Энке начал нумерацию не с первого, а с пятого астероида Астреи, в то время как первые четыре по-прежнему обозначались с помощью символов и были включены в эту систему лишь в 1867 году.
Подобная система быстро получила очень большую популярность в астрономическом сообществе и с тех пор официальным обозначением астероида стало его имя с порядковым номером заключённым перед ним в круглые скобки. Однако даже после принятия данной системы некоторым астероидам ещё продолжали присваиваться символы: (28) Беллона, (35) Левкофея и (37) Фидес. Хотя в публикациях «Webster’s A Dictionary of the English Language» ещё встречались новые символы для таких астероидов как (16) Психея, (17) Фетида, (26) Прозерпина и (29) Амфитрита нигде, кроме как в публикациях первого международного астрономического журнала Astronomische Nachrichten, они не упоминались.
В течение второй половины XIX века использовалось несколько вариантов обозначений, в том числе с использованием различных астрономических символов. Система временных обозначений в нынешней форме впервые упоминается в журнале Astronomische Nachrichten в 1892 году. На тот момент временное обозначение состояло из года и одной буквы, отражающей порядковый номер открытия.
В 1893 году выяснилось, что используемых 25 букв уже не хватает, поэтому были введены двойные обозначения в последовательности AA, AB … AZ, BA и так далее, например, 1893 Z, 1893 AA, 1893 AB. Причём последовательность буквенных обозначений не перезагружалась каждый год и за последним астероидом, открытым в 1893 году, — 1893 AP следует первый астероид, открытый уже в 1894 году, — 1894 AQ. Однако в 1916 году и эта система исчерпала свой резерв, когда был открыт астероид с буквенным кодом ZZ. Вводить тройное буквенное обозначение тогда не стали, — было решено просто перезапустить уже существующую систему и следующий открытый астероид (1916 AA) вновь получил буквенное обозначение AA.
Поскольку между получением фотоснимков и обнаружением на них астероида (как в случае с Фебой) или между обнаружением астероида и доставкой сообщения об этом могло иногда проходить довольно значительное количество времени, то возникла необходимость модернизировать созданную систему обозначений. Ведь и по сей день нумерация астероидов идёт с момента принятия сообщения об обнаружении астероида, а не с момента его обнаружения первооткрывателем. Была предпринята довольно неуклюжая попытка решить эту проблему написанием после года открытия строчных букв, например, 1915 a и 1917 b. А в 1914 году попытались начать использовать дополнительно буквы греческого алфавита p (Uccle), но эти нововведения не прижились.
Существовали и другие системы обозначений, например, во время Первой мировой войны астрономы из Симеизской обсерватории в Крыму, не имея связи с Институте вычислительной астрономии в Гейдельберге, где регистрировались открытия астероидов по международной системе временных обозначений астероидов, разработали свою систему. В соответствии с этой системой обозначение астероида записывалось в формате: год Σномер, например, 1916 Σ27. В современных каталогах греческая буква сигма заменяется на латинскую S, то есть вместо 1916 Σ27 пишут 1916 S27.